# دولار المضيق

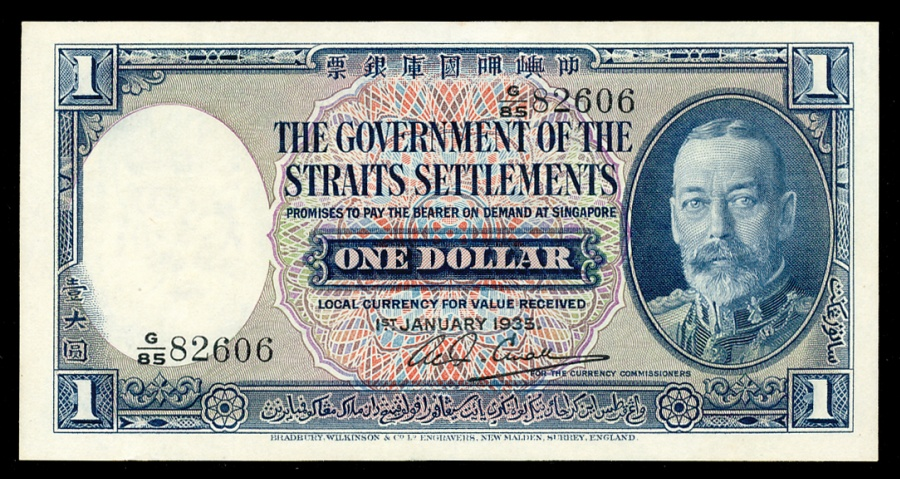
ورقة نقدية من فئة دولار واحد من مضيق وان من عام 1935

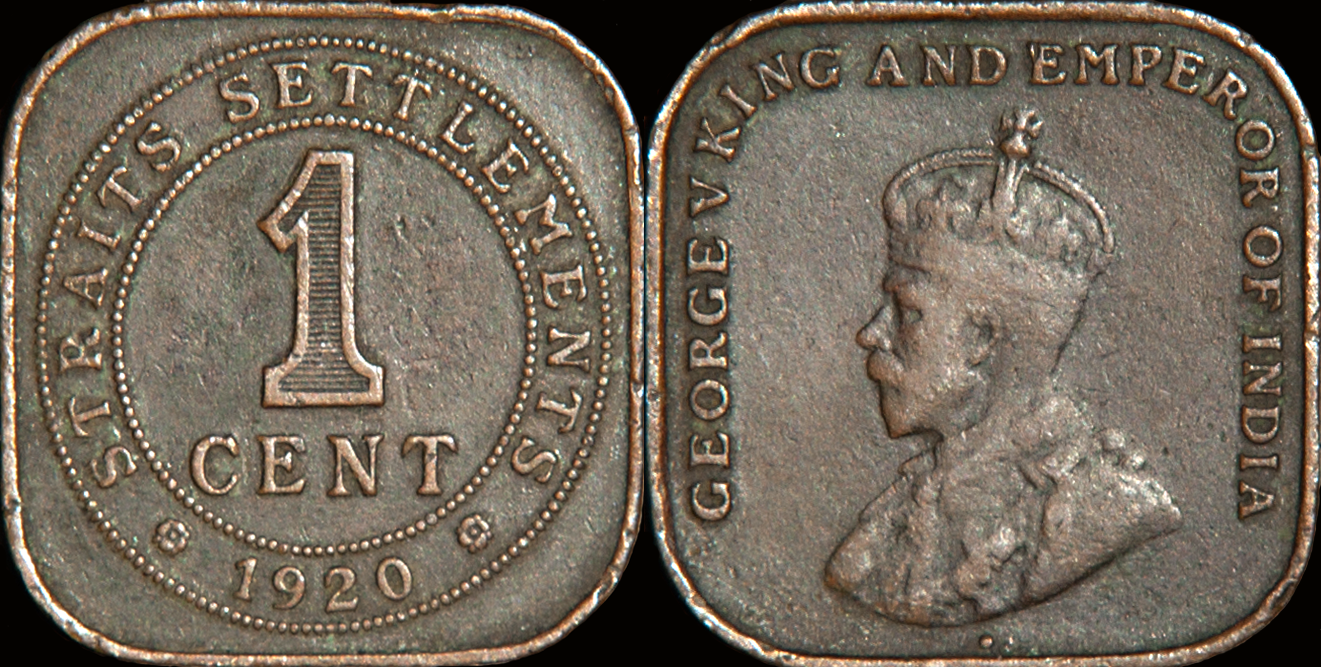
عملة وان ستريتس فئة سنت واحد من عام 1920

كان دولار المضيق هو العملة المستخدمة في مستوطنات المضيق من عام 1898 حتى عام 1939. وفي الوقت نفسه، استخدم أيضًا في دول الملايو الفيدرالية، ودول الملايو غير الفيدرالية، ومملكة سراوق، وبروناي، وشمال بورنيو البريطانية.

## التاريخ

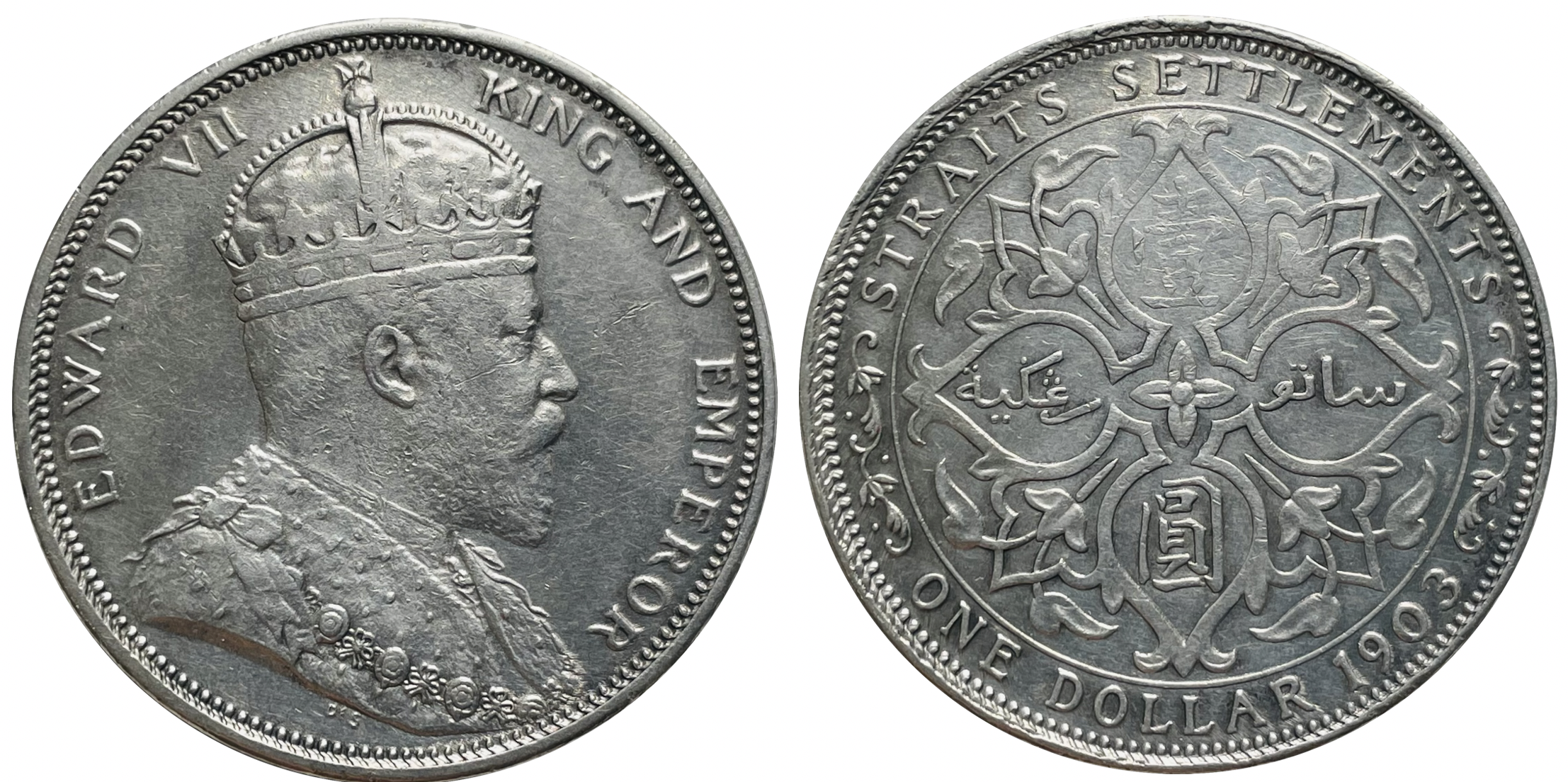
عملة فضية: 1 دولار مضيق، 1903

### الخلفية
في أوائل القرن التاسع عشر، كانت العملة الأكثر شيوعًا المستخدمة في جزر الهند الشرقية هي الدولار الإسباني، بما في ذلك الإصدارات من إسبانيا ومن المستعمرات الإسبانية في العالم الجديد، والتي صدرت بالنسبة لجزر الهند الشرقية من الفلبين في جزر الهند الشرقية الإسبانية الناشئة من المكسيك وبيرو كجزء من الإمبراطورية الاستعمارية الإسبانية. وشملت العملات المعدنية الصادرة محليًا عملة كلنتن وعملة ترينغانو، والدولار بينانغ.
في عام 1826، تأسست مستوطنات المضيق تحت رعاية شركة الهند الشرقية. حاولت الشركة اعتماد الروبية الهندية كعملة رسمية وحيدة في مستوطنات المضيق، إلا أنها لم تكن مناسبة للتجارة، واستمر استخدام الدولار المكسيكي (خليفة الدولار الإسباني) في التجارة. كما طبعت البنوك الخاصة أوراقها النقدية الخاصة التي كانت قابلة للاستبدال بالدولار الفضي.
شهد عام 1844 ترخيص سك العملات النحاسية لمستوطنات المضائق باستخدام نظام 100 سنت = 1 دولار، حيث كان الدولار مساويًا للدولار الإسباني أو خلفائه الإقليميين داخل الإمبراطورية الإسبانية مثل البيزو الفلبيني أو البيزو المكسيكي. إعلنت هذه العملة المعدنية سارية في مستوطنات المضائق في الأول من يونيو عام 1847.
في عام 1867، نقلت إدارة مستوطنات المضيق إلى المكتب الاستعماري البريطاني، وفقدت الروبية الهندية أيضًا مكانتها كعملة قانونية داخل مستوطنات المضيق.
ومع ذلك، بسبب نقص الدولارات الفضية من الإمبراطورية الإسبانية، بدأ البريطانيون أيضًا في إصدار دولارات تجارية في عام 1895.
إنشأ مجلس مفوضي العملة لمستوطنات المضيق في عام 1897، وبدأ منذ عام 1899 في إصدار أوراق العملة لمستوطنات المضيق. كما مُنعت البنوك الخاصة من إصدار أوراق نقدية جديدة.

### دولارات المضائق
في عام 1903، أصدر المجلس دولار المضيق، بقيمة تعادل قيمة الدولار التجاري البريطاني، مع إلغاء تداول الدولار الفضي البريطاني والمكسيكي وغيره من العملات. في عام 1906، ربط دولار المضيق بشلنين وأربعة بنسات (أو ثمانية وعشرين بنسًا) من الجنيه الإسترليني، والذي كان بدوره مرتبطًا بمعيار الذهب في ذلك الوقت.
في عام 1931، رفع الجنيه الإسترليني من معيار الذهب، مما وضع دولار المضيق على معيار صرف الجنيه الإسترليني.

### الاستبدال
استبدل دولار المضيق بالدولار الملايوي في عام 1939.
واعترفت بروناي وسنغافورة بالخليفة لهذه الوحدة النقدية، على الرغم من أن ماليزيا ألغت ذلك في عام 1973. حيث وقعت مذكرة تفاهم، اتفاقية تبادل العملات، بين بروناي وسنغافورة، مما يجعل كل من أوراق النقد والعملات المعدنية للدولار البروني والدولار السنغافوري عملة قانونية في كل بلد.

## العملات المعدنية

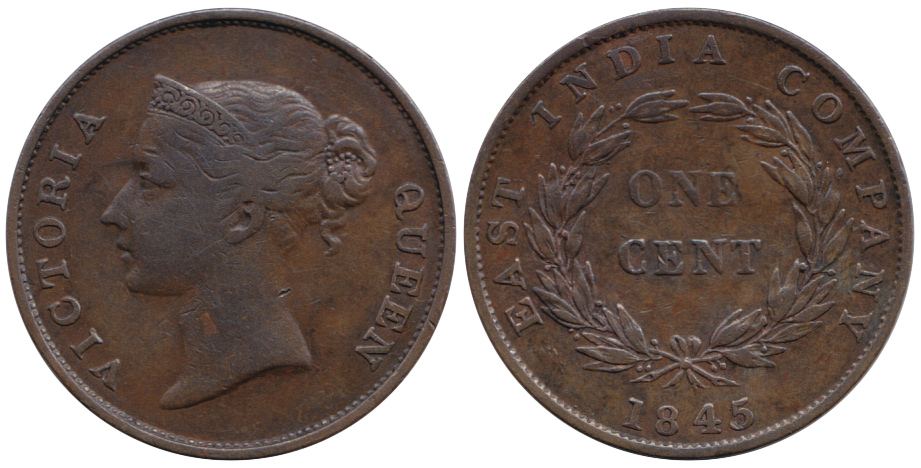
سنت واحد سك بواسطة شركة الهند الشرقية لمستوطنات المضيق في عام 1845

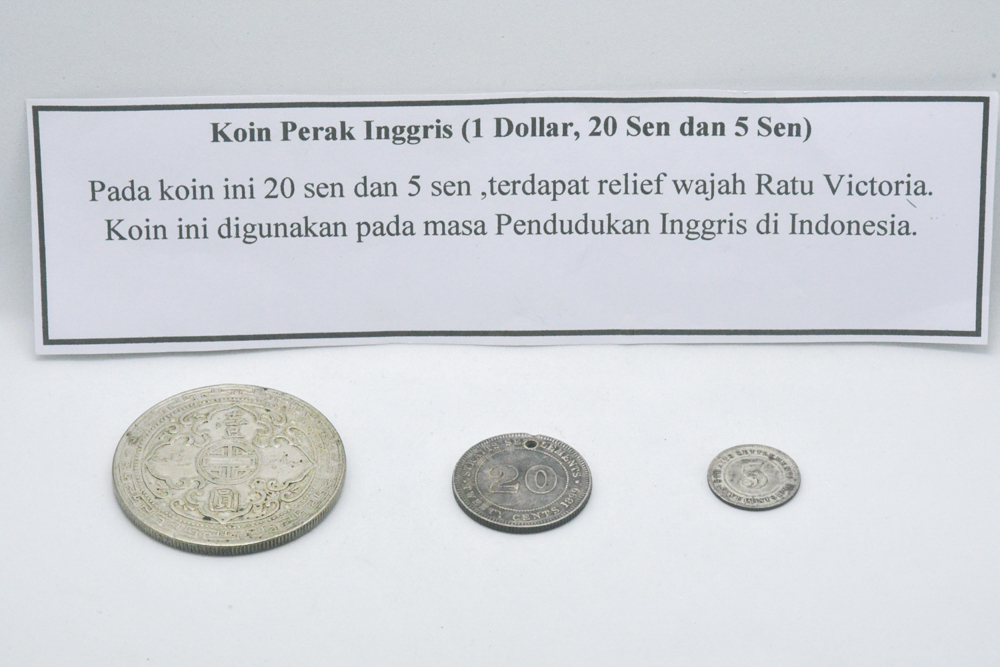
دولار المضيق الموجود في إندونيسيا أثناء الاحتلال البريطاني: دولار واحد، و20 سنتًا، و5 سنتات

أول العملات المعدنية التي صدرت لمستوطنات المضائق في عام 1845 كانت1⁄4 ،1⁄2فئات و 1 سنت من النحاس. لقد إصدرت من قبل شركة الهند الشرقية ولم تحمل أي إشارة إلى المكان الذي ستستخدم فيه. نقشت القوالب الأصلية بواسطة ويليام ويون، كبير النقاشين في دار سك العملة الملكية. سكت لأول مرة في دار سك العملة في كلكتا، وفي وقت لاحق في عام 1858 أيضًا في دار سك العملة في مدراس.
في عام 1858، نقلت إدارة مستوطنات المضيق من شركة الهند الشرقية إلى التاج البريطاني، وأصبحت مستوطنات المضيق تحت سيطرة حكومة الهند البريطانية. كذلك سك إصدار ثانٍ من نفس الفئات في عام 1862 في دار سك العملة الحكومية الهندية في كلكتا. وقد حملت هذه الآثار نقشًا يقول "الهند - المضيق".
في عام 1871، إصدرت عملات فضية باسم مستوطنات المضائق بقيمة 5 و10 و20 سنتًا، تلاها عملات نحاسية1⁄4 ،1⁄2 و 1 سنت في العام التالي و 50 سنتًا من الفضة في عام 1886. سكت الدولارات الفضية لأول مرة في عام 1903.
وقد تضمن عدد خاص من ثلاث صفحات من جريدة حكومة مستوطنات المضيق الصادرة في سنغافورة في 24 أغسطس 1904 الإعلان التالي الذي أصدره الحاكم آنذاك، السير جون أندرسون:
From 31 August 1904, British, Mexican and Hong Kong Dollars would cease to be legal tender and would be replaced by the newly introduced Straits Settlements Dollar.

وكان الغرض من هذا الإجراء هو إنشاء قيمة تبادل منفصلة للدولار المضيق الجديد مقارنة بالدولارات الفضية الأخرى التي كانت متداولة في المنطقة، ولا سيما الدولار التجاري البريطاني. كانت الفكرة هي أنه عندما تنحرف قيمة التبادل بشكل كبير عن قيمة الدولارات الفضية الأخرى، فإن السلطات سوف تربطها بالجنيه الإسترليني عند تلك القيمة، ومن ثم وضع مستوطنات المضيق تحت معيار الصرف الذهبي. وقد حدث هذا الربط عندما وصلت قيمة دولار المضيق إلى شلنين وأربعة بنسات (2 شلن و4 بنسات) مقابل الجنيه الإسترليني.
وفي غضون بضع سنوات، ارتفعت قيمة الفضة بسرعة كبيرة لدرجة أن القيمة الفضية للدولار المضيق أصبحت أعلى من قيمته مقابل الذهب. ولمنع ذوبان هذه الدولارات، إصدر دولار جديد أصغر حجماً في عام 1907 بنسبة أقل من الفضة. وحدثت قصة موازية في الفلبين في نفس الوقت. 1⁄4 الاخير إصدر عملات معدنية بقيمة سنت في عام 1916. حيث سك الدولار آخر مرة للتداول في عام 1926، وانتهى إنتاج فئة 50 سنتا في عام 1921. واستمر إنتاج بقية العملات حتى عام 1935.

## الأوراق النقدية
قدمت هيئة مفوضي العملة أوراق نقدية من فئة 5 و10 دولارات في عام 1898، تلاها أوراق نقدية من فئة 50 و100 دولار في عام 1901 ودولار واحد في عام 1906. إصدرت إصدارات طارئة بقيمة 10 و 25 سنتًا بين عامي 1917 و 1920. إصدرت أوراق نقدية بقيمة 1000 دولار في عام 1930، ولكن خلال بقية الثلاثينيات من القرن العشرين إصدرت أوراق نقدية بقيمة 1 و5 و10 دولارات فقط.

### قضايا حكومة مستوطنات المضائق (1899-1942)

#### فيكتوريا (1837–1901)
فوضت حكومة مستوطنات المضيق لأول مرة بإصدار الأوراق النقدية بموجب المرسوم الثامن لعام 1897 في عهد الملكة فيكتوريا، والذي دخل حيز التنفيذ في 31 أغسطس 1898. هذه الأوراق النقدية، على الرغم من أنها تحمل تاريخ 1 سبتمبر 1898، لم تصدر للجمهور حتى 1 مايو 1899. واستمر كل من بنك تشارترد وبنك هونغ كونغ وشنغهاي في إصدار الأوراق النقدية، والتي تداولوها جنبًا إلى جنب مع العملة الرسمية. كانت جميع الأوراق النقدية قابلة للاستبدال بحرية بالدولار المكسيكي أو بالعملات الفضية الأخرى المختلفة التي كانت بمثابة عملة قانونية في المستعمرة.

#### إدوارد السابع (1901–1910)

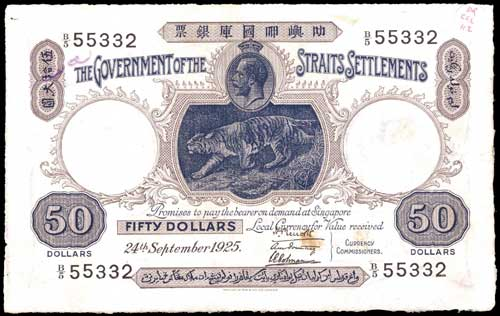
ورقة نقدية بقيمة خمسين دولارًا من مضيق سترايتز تعود لعام 1925

اعتلى إدوارد السابع العرش في يناير 1901. في الإصدار السابق كانت ورقة النقد من فئة 5 دولارات بنفس الحجم والتصميم تقريبًا مثل ورقة النقد من فئة 10 دولارات. لقد تقلص الان حجمه لتسهيل التعرف عليه. وطبعت السلسلة المؤرخة في 1 فبراير 1901 بواسطة Thomas de la Rue & Co. Ltd. في لندن.
في عام 1903، سُكّت عملة فضية بحجم الدولار خصيصًا لمستوطنات المضيق، وأصبحت هذه العملة هي وحدة القيمة القياسية. أُلغيت جميع الدولارات الفضية الأخرى المتداولة آنذاك بحلول عام 1904. إلا أن الارتفاع الحاد في سعر الفضة سرعان ما أجبر الحكومة على سحب أول إصدار من دولار المضيق هذا واستبداله بعملة أقل فضة.
خلال فترة التحول، أدى الخوف من نقص العملات المعدنية إلى طرح ورقة الدولار الواحد، المُثبتة بسعر صرف مقابل الذهب بدلاً من الفضة. ولتحقيق ذلك، أُعلن الجنيه الذهبي البريطاني لأول مرة عملة قانونية، ومُنح دولار المضيق قيمةً اعتباطيةً قدرها شلنان وأربعة بنسات إسترلينية. وقد لاقت هذه الورقة النقدية الدولارية رواجًا كبيرًا، لدرجة أنها استُخدمت في جميع الإصدارات اللاحقة، مما أدى إلى استبدال العملة الفضية إلى حد كبير.
وبحلول نهاية عام 1906، ارتفع تداول العملة إلى 21866142، في حين انخفض تداول البنوك الخاصة إلى 1329052 ( انطباعات القرن العشرين عن الملايو البريطانية، ص 10). 138). وطبعت الأوراق النقدية بقيمة دولار واحد، والتي كانت مؤرخة في 1 سبتمبر 1906، بواسطة شركة توماس دو لا رو وشركاه المحدودة في لندن. كما طبعت ورقة نقدية بقيمة خمسة دولارات وعشرة دولارات، وكلاهما مؤرخ في 8 يونيو 1909، بواسطة شركة توماس دو لا رو وشركاه المحدودة.
يقرأ النص الصيني الموجود أعلى الورقة النقدية: 叻嶼呷國庫銀票، 叻嶼呷 هو اختصار لمستوطنات المضيق (叻 = سنغافورة، 嶼 = جزيرة بينانج، 呷 = ملقا). وهو يعادل تقريبًا "العملة الورقية لمستوطنات المضيق". النص الماليزي مكتوب بالخط الجاوي في الأسفل، كما تم ذكر مستوطنات المضيق الثلاث بشكل واضح، قراءة "wang kertas ini kerajaan tiga buah negeri iaitu Singapura، Pulau Pinang, dan Melaka mengaku pembayarannya." (هذه الورقة النقدية معترف بها كعملة قانونية من قبل ولايات سنغافورة وبينانغ ومالاكا)

#### جورج الخامس (1910–1936)

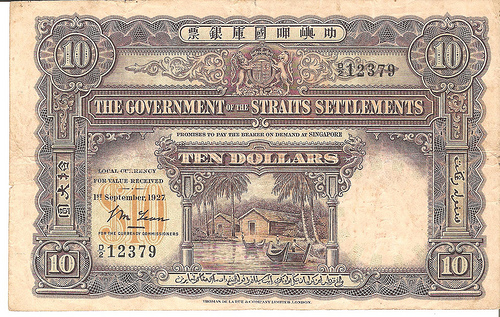
ورقة نقدية من فئة عشرة دولارات مضيق من عام 1927

خلال عهد جورج الخامس، توسع نطاق الأوراق النقدية إلى ألف دولار لتسهيل معاملات المقاصة بين البنوك. في عام 1915، تقرر إجراء تغيير كامل في تصميم الأوراق النقدية من فئة 50 و100 و1000 دولار. إصدرت هذه الفئات لأول مرة للعامة في فبراير 1920، وأكتوبر 1919، ومايو 1917 على التوالي. لقد طبعت بواسطة توماس دو لا رو. إصدرت ورقة نقدية بقيمة 10000 لأول مرة في أكتوبر 1922. ولم تكن هذه البيانات متاحة للعامة، بل كانت تستخدم حصريا في التحويلات بين البنوك.

#### إدوارد الثامن (1936)
لم يصدر أي إصدار خاص للأوراق النقدية خلال فترة حكم إدوارد الثامن القصيرة.

#### جورج السادس (1936–1952)
في سبتمبر 1933، تعين السير باسل فيلوت بلاكيت من قبل وزير الدولة للمستعمرات لقيادة لجنة للنظر في مشاركة الدول الملايوية المختلفة، بما في ذلك بروناي، في أرباح والتزامات عملة مستوطنات المضيق. وأوصى تقرير بلاكيت بأن تُعهد السلطة الوحيدة لإصدار العملة في المنطقة إلى لجنة العملة الماليزية الشاملة. اعتمدت هذه التوصية من قبل حكومة مستوطنات المضائق، والولايات الملايوية الفيدرالية، والولايات الملايوية غير الفيدرالية، وبروناي. سن التشريع بموجب مرسوم عملة مستوطنات المضيق (رقم 23) لعام 1938، في عهد جورج السادس، وقاموا بالتصديق عليه من قبل الولايات المختلفة خلال عام 1939 وأصبح الدولار الملايوي هو العطاء القانوني في مستوطنات المضيق.